# Zenyit (hordozórakéta)
A Zenyit (ukránul: Зеніт; oroszul: Зенит) hordozórakéta, amelyet az ukrajnai Dnyipropetrovszkban a Mihail Jangel nevét viselő Pivdenne Tervezőiroda („Déli Tervezőiroda”) tervezett és a Pivdenmas gyárt.

## Története
Tervezését az 1980-as években kezdték, egyrészt a szovjet Enyergija óriásrakéta gyorsítófokozataként, másrészt második fokozattal ellátva különálló rakétaként. A Zenyittel tervezték a Szojuz rakéta felváltását az emberes űrhajók indításához, de a Szovjetunió megszűnése után ezt a tervet elvetették. A Zenyit rakéta-család ennek ellenére az egyik legnagyobb számban felhasznált hordózórakéta lett, amelyet katonai és polgári célú űrkutatási programokhoz, valamint kereskedelmi célú indításokhoz egyaránt alkalmaznak. Kétlépcsős és háromlépcsős változatait gyártják.
A Zenyit első fokozatába az orosz NPO Enyergomas által gyártott, négykamrás égéstérrel rendelkező 8342 kN tolóerejű RD–171 folyékony hajtóanyagú rakétahajtóművet építik. A második fokozat hajtóműveként a szintén az "Energomas" által gyártott 850 kN tolóerejű RD–120 egykamrás folyékony hajtóanyagú rakétahajtóművet építik be az ukrán "Pivdenmas" által gyártottt RD–8 kormányhajtóművekkel. Háromfokozatú kiépítés esetén a harmadik fokozat az RKK "Enyergija" 86,6 kN tolóerejű RD–58M hajtóművét tartalmazza. Mindegyik hajtóművének kerozin a tüzelőanyaga, és folyékony oxigént alkalmaznak oxidálóanyagként. A Zenyit–2 kétfokozatú, a Zenyit–3SL pedig háromfokozatú, amelynek harmadik fokozatát az orosz NPO "Enyergija" vállalat készíti. A Zenyit–2-vel maximálisan 13 tömegű terhet lehet alacsony pályára juttatni. A háromfokozatú Zenyit–3SL-el Bajkonurból  3,5 t, az óceáni indítóállásról az egyenlítő térségéből 6 t-s terhet lehet geostacionárius pályára állítani.
A Zenyitek a kazahsztáni Bajkonuri űrrepülőtérről, az oroszországi Pleszeckből és a Sea Launch csendes-óceáni úszó platformjáról indulnak. Oroszország az Ukrajnában készülő Zenyit rakéták kiváltását az Angara hordozórakétákkal tervezi. 1999. március 27-én indult először a Sea Lunch programhoz továbbfejlesztett Zenyit–3SL hordozórakéta, amely a Zenyit–2-n alapul. 2007-től egy továbbfejlesztett Zenyit–3SLB változatot használnak kereskedelmi célú indításokra Bajkonurból.
Egy tanulmány szerint 16 megvizsgált rakéta közül a Zenyit–2 jelenleg a legolcsóbb rakéta alacsony Föld körüli pálya elérésére (2572–3675 dollár/kg). Egy indítás teljes költsége 35-50 millió USD.

## Típusváltozatok

### Zenyit–3SL
Zenyit–3SL (SL – Sea Launch) rakétát a Zenyit–2 hordozórakétából fejlesztették ki a Sea Launch (Tengeri Indítás) program számára. A rakéta alapját az ukrán Pivdenmas által gyártott kétlépcsős Zenyit–2 képezi, amelyhez az orosz NPO Energomas által gyártott, a korábbi DM–3 gyorsító fokozatból kifejlesztett DM–SL gyorsító fokozat, valamint a Boeing által készített, hasznos terhet befogadó orr-rész kapcsolódik. A rakétákat Kaliforniában, Long Beach-ben szerelik össze. Az indításokat az Ocean Odyssey úszó tengeri indító platformról hajtják végre. A Sea Launch program keretében az első kísérleti tengeri indításra 1999. március 27-én került sor. Azt első kereskedelmi célú indítást 1999. október 9-én végezték, melynek során egy DirecTV távközlési műholdat állítottak pályára. Ezidáig 30 tengeri indításra került sor, az utolsót 2009. április 20-án hajtották végre. 2000-ben és 2007-ben is egy-egy sikertelen volt. A Zenyit–3SL alkalmazását később szárazföldi indítóállásból is tervezik.
A Zenyit–3SL első fokozatába egy négykamrás, az orosz Enyergomas által gyártott RD–171 folyékony hajtóanyagú rakétahajtómű van beépítve. A második fokozat RD–120 hajtóművét szintén az Energomas fejlesztette ki, de az ukrán Pivdenmas gyártja a Zenyit–3SL rakétákhoz. A kormányhajtóművek a Déli Tervezőiroda által tervezett és a Pivdenmasnál készülő RD–8 hajtóművek. Az orosz gyártmányú gyorsító fokozatba szintén Energomas-hajtóművet, az RD–58M hajtóművet építik be. Mindegyik hajtómű kerozinnal üzemel, oxidálóanyaga folyékony oxigén.

## Külső hivatkozások
- A Zenyit rakétákat tervező Pivdenne (régebben: Juzsnoje) Tervezőiroda honlapja
- A Zenyit rakétákat gyártó Pivdenmas (régebben: Juzsmas) gépgyár honlapja
- A Zenyit–3SL a Sea Launch honlapján
- Zenyit- rakéták